# آئروآلکول کوسار
آئروآلکول کوسار (به انگلیسی: Aeroalcool_Quasar) یک هواگرد ملخ‌پیشین تک‌موتوره از نوع سبک-ورزشی ساخت شرکت Aeroalcool است. این هواگرد در سال ۲۰۰۷ میلادی رسماً معرفی گردید.
طراح این هواگرد، Frank Porter and James Waterhouse بود.